# Llista de topònims de Banyuls de la Marenda
Llista de topònims (noms propis de lloc) de Banyuls de la Marenda (Rosselló).
Informació actualitzada per un bot. Els canvis manuals es perdran quan s'actualitzi!

## assentament humà
| imatge | Nom                   | Ubicat a              | instància de     | Detalls | coordenades                                          | Protecció | Commons (més fotos) | Dades a WD                    |
| ------ | --------------------- | --------------------- | ---------------- | ------- | ---------------------------------------------------- | --------- | ------------------- | ----------------------------- |
|        | Banyuls de la Marenda | Banyuls de la Marenda | assentament humà |         | 42° 29′ 02″ N, 3° 07′ 44″ E / 42.48375°N,3.12897°E   |           |                     | Modifica les dades a Wikidata |
|        | Vallàuria             | Banyuls de la Marenda | assentament humà |         | 42° 28′ 28″ N, 3° 04′ 39″ E / 42.474444°N,3.077583°E |           |                     | Modifica les dades a Wikidata |

## cap
| imatge | Nom                     | Ubicat a              | instància de       | Detalls                 | coordenades                                                                                              | Protecció                          | Commons (més fotos) | Dades a WD                    |
| ------ | ----------------------- | --------------------- | ------------------ | ----------------------- | --- | ---------------------------------- | ------------------- | ----------------------------- |
|        | Cap Castell de Vellut   | Banyuls de la Marenda | cap                |                         | 42° 29′ 29″ N, 3° 07′ 59″ E / 42.49125°N,3.132972°E                                                      |                                    |                     | Modifica les dades a Wikidata |
|        | Cap d'Ona               | Banyuls de la Marenda | cap                |                         | 42° 29′ 08″ N, 3° 07′ 57″ E / 42.485438°N,3.132544°E 42° 29′ 07″ N, 3° 07′ 55″ E / 42.4853°N,3.13183°E   |                                    |                     | Modifica les dades a Wikidata |
|        | Cap de Rederís          | Banyuls de la Marenda | cap                |                         | 42° 27′ 55″ N, 3° 09′ 44″ E / 42.46525°N,3.162278°E                                                      |                                    |                     | Modifica les dades a Wikidata |
|        | Cap de la Vella         | Banyuls de la Marenda | cap àrea protegida | 1995 Superfície: 9.07ha | 42° 28′ 34″ N, 3° 09′ 21″ E / 42.476111°N,3.155972°E 42° 28′ 34″ N, 3° 09′ 19″ E / 42.47619°N,3.155416°E | lloc natural classificat o inscrit |                     | Modifica les dades a Wikidata |
|        | Cap del Troc            | Banyuls de la Marenda | cap                |                         | 42° 28′ 48″ N, 3° 08′ 35″ E / 42.479972°N,3.143028°E                                                     |                                    |                     | Modifica les dades a Wikidata |
|        | Punta d'en Cames        | Banyuls de la Marenda | cap                |                         | 42° 27′ 43″ N, 3° 09′ 40″ E / 42.461806°N,3.161028°E                                                     |                                    |                     | Modifica les dades a Wikidata |
|        | Punta de Garbí          | Banyuls de la Marenda | cap                |                         | 42° 28′ 48″ N, 3° 08′ 38″ E / 42.47991°N,3.14391°E                                                       |                                    |                     | Modifica les dades a Wikidata |
|        | Punta de l'Andreu       | Banyuls de la Marenda | cap                |                         | 42° 29′ 07″ N, 3° 07′ 58″ E / 42.485389°N,3.132639°E                                                     |                                    |                     | Modifica les dades a Wikidata |
|        | Punta de l'Escopinyaire | Banyuls de la Marenda | cap                |                         | 42° 28′ 50″ N, 3° 08′ 34″ E / 42.480472°N,3.142861°E                                                     |                                    |                     | Modifica les dades a Wikidata |
|        | Punta de la Bassa       | Banyuls de la Marenda | cap                |                         | 42° 28′ 53″ N, 3° 07′ 54″ E / 42.481306°N,3.131694°E                                                     |                                    |                     | Modifica les dades a Wikidata |
|        | Punta de la Ginestera   | Banyuls de la Marenda | cap                |                         | 42° 28′ 51″ N, 3° 08′ 15″ E / 42.480972222222°N,3.1376111111111°E                                        |                                    |                     | Modifica les dades a Wikidata |
|        | Punta del Mig           | Banyuls de la Marenda | cap                |                         | |                                    |                     | Modifica les dades a Wikidata |
|        | Punta del Mig           | Banyuls de la Marenda | cap                |                         | 42° 29′ 19″ N, 3° 07′ 45″ E / 42.488556°N,3.129222°E                                                     |                                    |                     | Modifica les dades a Wikidata |
|        | Punta dels Guills       | Banyuls de la Marenda | cap                |                         | 42° 29′ 06″ N, 3° 07′ 56″ E / 42.484916666667°N,3.1323333333333°E                                        |                                    |                     | Modifica les dades a Wikidata |

## collada
| imatge | Nom                 | Ubicat a                      | instància de             | Detalls | coordenades                                                                  | Protecció | Commons (més fotos) | Dades a WD                    |
| ------ | ------------------- | ----------------------------- | ------------------------ | ------- | ---------------------------------------------------------------------------- | --------- | ------------------- | ----------------------------- |
|        | Coll d'en Barret    | Rabós Banyuls de la Marenda   | collada                  |         | 42° 27′ 14″ N, 3° 03′ 05″ E / 42.453986°N,3.051264°E                         |           |                     | Modifica les dades a Wikidata |
|        | Coll de Banyuls     | Banyuls de la Marenda Rabós   | collada port de muntanya |         | 42° 27′ 00″ N, 3° 03′ 15″ E / 42.450063888889°N,3.0541°E 361 356 msnm        |           | Col de Banyuls      | Modifica les dades a Wikidata |
|        | Coll de Rumpisó     | Banyuls de la Marenda Colera  | collada                  |         | 42° 25′ 33″ N, 3° 06′ 01″ E / 42.4258°N,3.10028°E 682.3 msnm                 |           |                     | Modifica les dades a Wikidata |
|        | Coll de Tarabaus    | Banyuls de la Marenda Portbou | collada                  |         | 42° 26′ 07″ N, 3° 06′ 50″ E / 42.43541611°N,3.11398333°E                     |           |                     | Modifica les dades a Wikidata |
|        | Coll de les Eres    | Banyuls de la Marenda Rabós   | collada                  |         | 42° 27′ 51″ N, 3° 02′ 39″ E / 42.4642°N,3.0443°E                             |           |                     | Modifica les dades a Wikidata |
|        | Coll del Suro       | Portbou Banyuls de la Marenda | collada                  |         | 42° 26′ 08″ N, 3° 06′ 50″ E / 42.435419444444°N,3.1139805555556°E 535.1 msnm |           |                     | Modifica les dades a Wikidata |
|        | Coll del Teixó      | Banyuls de la Marenda Rabós   | collada                  |         | 42° 25′ 38″ N, 3° 05′ 00″ E / 42.427356°N,3.0832°E                           |           |                     | Modifica les dades a Wikidata |
|        | Coll del Torn       | Banyuls de la Marenda Rabós   | collada                  |         | 42° 26′ 00″ N, 3° 04′ 40″ E / 42.43347°N,3.0778°E                            |           |                     | Modifica les dades a Wikidata |
|        | Coll dels Empedrats | Banyuls de la Marenda Colera  | collada port de muntanya |         | 42° 25′ 31″ N, 3° 05′ 44″ E / 42.42521667°N,3.09541944°E                     |           |                     | Modifica les dades a Wikidata |

## dolmen
| imatge | Nom                           | Ubicat a              | instància de | Detalls                      | coordenades                                                                  | Protecció | Commons (més fotos)       | Dades a WD                    |
| ------ | ----------------------------- | --------------------- | ------------ | ---------------------------- | ---------------------------------------------------------------------------- | --------- | ------------------------- | ----------------------------- |
|        | Cova de l'Alarb               | Banyuls de la Marenda | dolmen       | Anomenat per: àrabs cova     | 42° 27′ 38″ N, 3° 03′ 17″ E / 42.460583333333°N,3.0548055555556°E 464.6 msnm |           |                           | Modifica les dades a Wikidata |
|        | Dolmen del Coll del Brau      | Banyuls de la Marenda | dolmen       |                              | 42° 27′ 38″ N, 3° 03′ 17″ E / 42.460555555556°N,3.0547777777778°E 493.4 msnm |           |                           | Modifica les dades a Wikidata |
|        | Dolmen del Pla del Ras        | Banyuls de la Marenda | dolmen       |                              | 42° 25′ 53″ N, 3° 06′ 28″ E / 42.431518359884755°N,3.1078702211380005°E      |           |                           | Modifica les dades a Wikidata |
|        | dolmen de Gratallops          | Banyuls de la Marenda | dolmen       |                              | 42° 27′ 30″ N, 3° 08′ 11″ E / 42.458361111111°N,3.1364166666667°E 354.3 msnm |           | Dolmen de Gratallops      | Modifica les dades a Wikidata |
|        | dolmen del Coll de les Portes | Banyuls de la Marenda | dolmen       |                              | 42° 26′ 48″ N, 3° 07′ 25″ E / 42.446611111111°N,3.1235555555556°E 458.3 msnm |           | Coll de les Portes dolmen | Modifica les dades a Wikidata |
|        | dolmen del coll de Serís      | Banyuls de la Marenda | dolmen       | Estat: enderrocat o destruït | No/unknown value                                                             |           |                           | Modifica les dades a Wikidata |

## edifici
| imatge | Nom                                 | Ubicat a              | instància de | Detalls | coordenades                                                                         | Protecció | Commons (més fotos) | Dades a WD                    |
| ------ | ----------------------------------- | --------------------- | ------------ | ------- | ----------------------------------------------------------------------------------- | --------- | ------------------- | ----------------------------- |
|        | Bateria 500                         | Banyuls de la Marenda | edifici      |         | 42° 29′ 10″ N, 3° 05′ 03″ E / 42.48608°N,3.084104°E 497.5 msnm                      |           |                     | Modifica les dades a Wikidata |
|        | Bateria Nord dels Gascons           | Banyuls de la Marenda | edifici      |         | 42° 28′ 59″ N, 3° 05′ 10″ E / 42.482931°N,3.086126°E 397.1 msnm                     |           |                     | Modifica les dades a Wikidata |
|        | Castell Serradillo                  | Banyuls de la Marenda | edifici      |         | 42° 28′ 25″ N, 3° 02′ 32″ E / 42.473701°N,3.042089°E 919.1 msnm                     |           |                     | Modifica les dades a Wikidata |
|        | Construcció del Puig de les Forques | Banyuls de la Marenda | edifici      |         | 42° 26′ 45″ N, 3° 03′ 30″ E / 42.445772°N,3.058252°E Puig de les Forques 402.3 msnm |           |                     | Modifica les dades a Wikidata |
|        | Fortalesa de Puig Sec               | Banyuls de la Marenda | edifici      |         | 42° 28′ 17″ N, 3° 04′ 13″ E / 42.471502°N,3.070225°E 378.3 msnm                     |           |                     | Modifica les dades a Wikidata |
|        | Mota del Puig del Mas               | Banyuls de la Marenda | edifici      |         | 42° 28′ 22″ N, 3° 07′ 31″ E / 42.472805555556°N,3.12515°E 31.4 msnm                 |           |                     | Modifica les dades a Wikidata |

## església
| imatge | Nom                                                     | Ubicat a              | instància de          | Detalls                                                                           | coordenades                                                                              | Protecció                     | Commons (més fotos)                                  | Dades a WD                    |
| ------ | ------------------------------------------------------- | --------------------- | --------------------- | --------------------------------------------------------------------------------- | ---------------------------------------------------------------------------------------- | ----------------------------- | ---------------------------------------------------- | ----------------------------- |
|        | Mare de Déu de la Saleta de Banyuls de la Marenda       | Banyuls de la Marenda | església              | Dedicat a: Verge Maria                                                            | 42° 28′ 31″ N, 3° 06′ 34″ E / 42.475138888889°N,3.1095°E 198.1 msnm                      |                               | Chapelle Notre-Dame-de-la-Salette de Banyuls-sur-Mer | Modifica les dades a Wikidata |
|        | Sant Joan Baptista de la Bassa                          | Banyuls de la Marenda | església              | Estil: arquitectura romànica Anomenat per: Joan Baptista Dedicat a: Joan Baptista | 42° 28′ 38″ N, 3° 07′ 29″ E / 42.477239°N,3.124709°E 2.6 msnm                            |                               |                                                      | Modifica les dades a Wikidata |
|        | Sant Joan Evangelista de Banyuls de la Marenda          | Banyuls de la Marenda | església Ús: església | Estil: arquitectura romànica Dedicat a: Joan Evangelista                          | 42° 28′ 38″ N, 3° 07′ 29″ E / 42.477262°N,3.124749°E 6.8 msnm                            | monument històric inventariat | Église Saint-Jean de la Rectoria                     | Modifica les dades a Wikidata |
|        | Santa Maria de Banyuls de la Marenda                    | Banyuls de la Marenda | església              |                                                                                   | 42° 28′ 53″ N, 3° 07′ 40″ E / 42.481305555556°N,3.1276944444444°E 2.8 msnm               |                               | Église Sainte-Marie de Banyuls-sur-Mer               | Modifica les dades a Wikidata |
|        | Santa Maria de Vallàuria                                | Banyuls de la Marenda | església              |                                                                                   | 42° 28′ 28″ N, 3° 04′ 38″ E / 42.474416666667°N,3.07725°E Vallàuria 125 msnm             |                               |                                                      | Modifica les dades a Wikidata |
|        | Santa Maria de les Abelles                              | Banyuls de la Marenda | església Ús: església | Estil: arquitectura romànica Dedicat a: Verge Maria                               | 42° 27′ 49″ N, 3° 04′ 20″ E / 42.463722222222°N,3.0721111111111°E Les Abelles 157.2 msnm |                               | Église Sainte-Marie des Abeilles                     | Modifica les dades a Wikidata |
|        | església de Sant Joan Baptista de Banyuls de la Marenda | Banyuls de la Marenda | església              |                                                                                   | 42° 28′ 53″ N, 3° 07′ 40″ E / 42.481349°N,3.127689°E                                     |                               | Église Saint-Jean-Baptiste de Banyuls-sur-Mer        | Modifica les dades a Wikidata |

## muntanya
| imatge | Nom                        | Ubicat a                                            | instància de | Detalls | coordenades | Protecció | Commons (més fotos) | Dades a WD                    |
| ------ | -------------------------- | --------------------------------------------------- | ------------ | ------- | --- | --------- | ------------------- | ----------------------------- |
|        | Pic de Sallfor             | Espolla Argelers Banyuls de la Marenda              | muntanya     |         | 42° 28′ 24″ N, 3° 02′ 17″ E / 42.4734705922°N,3.03804096524°E 994 msnm                                                 |           |                     | Modifica les dades a Wikidata |
|        | Pic de Tallaferro          | Banyuls de la Marenda                               | muntanya     |         | 42° 31′ 10″ N, 2° 27′ 22″ E / 42.519444°N,2.456111°E 642 msnm                                                          |           |                     | Modifica les dades a Wikidata |
|        | Puig Joan                  | Banyuls de la Marenda Cervera de la Marenda         | muntanya     |         | 42° 27′ 16″ N, 3° 08′ 11″ E / 42.454533333333°N,3.136325°E                                                             |           |                     | Modifica les dades a Wikidata |
|        | Puig d'en Jordà            | Banyuls de la Marenda Rabós                         | muntanya     |         | 42° 25′ 40″ N, 3° 04′ 55″ E / 42.427758°N,3.08205°E 754 msnm                                                           |           | Puig d'en Jordà     | Modifica les dades a Wikidata |
|        | Puig d'en Jordà            | Rabós Banyuls de la Marenda                         | muntanya     |         | 42° 25′ 45″ N, 3° 04′ 52″ E / 42.4291°N,3.08124°E                                                                      |           |                     | Modifica les dades a Wikidata |
|        | Puig de Barret             | Rabós Banyuls de la Marenda                         | muntanya     |         | 42° 27′ 11″ N, 3° 03′ 05″ E / 42.453111°N,3.051472°E 488.6 msnm                                                        |           |                     | Modifica les dades a Wikidata |
|        | Puig de Castell Serradillo | Espolla Argelers Banyuls de la Marenda              | muntanya     |         | 42° 28′ 27″ N, 3° 02′ 26″ E / 42.474167°N,3.040444°E                                                                   |           |                     | Modifica les dades a Wikidata |
|        | Puig de Querroig           | Portbou Banyuls de la Marenda Cervera de la Marenda | muntanya     |         | 42° 26′ 18″ N, 3° 07′ 15″ E / 42.4382628983°N,3.12092853859°E 672 msnm                                                 |           | Querroig            | Modifica les dades a Wikidata |
|        | Puig de Tarabaus           | Banyuls de la Marenda                               | muntanya cim |         | 42° 25′ 30″ N, 3° 05′ 55″ E / 42.4251°N,3.09873611°E 42° 25′ 30″ N, 3° 05′ 53″ E / 42.42504°N,3.09806°E 699.4 617 msnm |           |                     | Modifica les dades a Wikidata |
|        | Puig de la Calma           | Banyuls de la Marenda Rabós                         | muntanya cim |         | 42° 26′ 09″ N, 3° 04′ 12″ E / 42.4357425°N,3.06997222°E 717.8 604 msnm                                                 |           |                     | Modifica les dades a Wikidata |
|        | Puig de les Elmes          | Banyuls de la Marenda Portvendres                   | muntanya     |         | 42° 29′ 40″ N, 3° 07′ 24″ E / 42.494322222222°N,3.1234°E 124.9 msnm                                                    |           |                     | Modifica les dades a Wikidata |
|        | Puig de les Eres           | Banyuls de la Marenda Espolla Rabós                 | muntanya     |         | 42° 27′ 42″ N, 3° 02′ 45″ E / 42.46152778°N,3.04588333°E 698 msnm                                                      |           |                     | Modifica les dades a Wikidata |
|        | Puig del Torn              | Rabós Banyuls de la Marenda                         | muntanya cim |         | 42° 26′ 07″ N, 3° 04′ 36″ E / 42.43539167°N,3.07653889°E 663.3 msnm                                                    |           |                     | Modifica les dades a Wikidata |

## platja
| imatge | Nom                  | Ubicat a                                    | instància de | Detalls                | coordenades                                          | Protecció | Commons (més fotos) | Dades a WD                    |
| ------ | -------------------- | ------------------------------------------- | ------------ | ---------------------- | ---------------------------------------------------- | --------- | ------------------- | ----------------------------- |
|        | platja de Perafita   | Cervera de la Marenda Banyuls de la Marenda | platja       |                        | 42° 27′ 36″ N, 3° 09′ 26″ E / 42.46013°N,3.1572°E    |           |                     | Modifica les dades a Wikidata |
|        | platja de Tallalauca | Banyuls de la Marenda                       | platja       | Llarg: 125m Ample: 22m | 42° 28′ 32″ N, 3° 09′ 18″ E / 42.475435°N,3.155035°E |           |                     | Modifica les dades a Wikidata |

## port de muntanya
| imatge | Nom                  | Ubicat a                                    | instància de     | Detalls | coordenades                                          | Protecció | Commons (més fotos) | Dades a WD                    |
| ------ | -------------------- | ------------------------------------------- | ---------------- | ------- | ---------------------------------------------------- | --------- | ------------------- | ----------------------------- |
|        | Coll d'Ullastre      | Banyuls de la Marenda                       | port de muntanya |         | 42° 28′ 27″ N, 3° 06′ 28″ E / 42.4741°N,3.1078°E     |           |                     | Modifica les dades a Wikidata |
|        | Coll de Cervera      | Banyuls de la Marenda Cervera de la Marenda | port de muntanya |         | 42° 27′ 00″ N, 3° 07′ 48″ E / 42.4499°N,3.13°E       |           |                     | Modifica les dades a Wikidata |
|        | Coll de Formigó      | Banyuls de la Marenda Cotlliure             | port de muntanya |         | 42° 29′ 10″ N, 3° 04′ 24″ E / 42.486°N,3.0732°E      |           |                     | Modifica les dades a Wikidata |
|        | Coll de Llagastera   | Banyuls de la Marenda Cotlliure             | port de muntanya |         | 42° 28′ 58″ N, 3° 05′ 43″ E / 42.48288°N,3.09517°E   |           |                     | Modifica les dades a Wikidata |
|        | Coll de Pere Carnera | Banyuls de la Marenda Cotlliure             | port de muntanya |         | 42° 29′ 32″ N, 3° 07′ 08″ E / 42.4921°N,3.1189°E     |           |                     | Modifica les dades a Wikidata |
|        | Coll de Vallàuria    | Banyuls de la Marenda Argelers Cotlliure    | port de muntanya |         | 42° 29′ 00″ N, 3° 04′ 11″ E / 42.4832°N,3.0696°E     |           |                     | Modifica les dades a Wikidata |
|        | Coll de les Portes   | Banyuls de la Marenda Cervera de la Marenda | port de muntanya |         | 42° 26′ 44″ N, 3° 07′ 19″ E / 42.445556°N,3.122028°E |           |                     | Modifica les dades a Wikidata |
|        | Coll del Llipoter    | Banyuls de la Marenda Cervera de la Marenda | port de muntanya |         | 42° 26′ 44″ N, 3° 07′ 19″ E / 42.4456°N,3.122°E      |           |                     | Modifica les dades a Wikidata |
|        | Coll del Pinyer      | Banyuls de la Marenda Cervera de la Marenda | port de muntanya |         | 42° 27′ 14″ N, 3° 08′ 20″ E / 42.454°N,3.1389°E      |           |                     | Modifica les dades a Wikidata |
|        | Coll dels Gascons    | Banyuls de la Marenda Cotlliure             | port de muntanya |         | 42° 29′ 01″ N, 3° 05′ 07″ E / 42.4836°N,3.0852°E     |           |                     | Modifica les dades a Wikidata |
|        | Collada Gran         | Banyuls de la Marenda Cervera de la Marenda | port de muntanya |         | 42° 27′ 02″ N, 3° 07′ 52″ E / 42.4506°N,3.1312°E     |           |                     | Modifica les dades a Wikidata |
|        | coll de les Vinyes   | Banyuls de la Marenda                       | port de muntanya |         | 42° 28′ 52″ N, 3° 06′ 56″ E / 42.48102°N,3.11565°E   |           |                     | Modifica les dades a Wikidata |

## veïnat
| imatge | Nom             | Ubicat a              | instància de | Detalls | coordenades                                                                 | Protecció | Commons (més fotos) | Dades a WD                    |
| ------ | --------------- | --------------------- | ------------ | ------- | --------------------------------------------------------------------------- | --------- | ------------------- | ----------------------------- |
|        | El Puig del Mas | Banyuls de la Marenda | veïnat       |         | 42° 28′ 21″ N, 3° 07′ 32″ E / 42.472444444444°N,3.1256666666667°E 26.4 msnm |           |                     | Modifica les dades a Wikidata |
|        | Mas Atxer       | Banyuls de la Marenda | veïnat       |         | 42° 27′ 53″ N, 3° 05′ 34″ E / 42.464639°N,3.092806°E                        |           |                     | Modifica les dades a Wikidata |
|        | Perafita        | Banyuls de la Marenda | veïnat       |         | 42° 27′ 40″ N, 3° 09′ 22″ E / 42.461028°N,3.156083°E                        |           |                     | Modifica les dades a Wikidata |

## vilatge
| imatge | Nom             | Ubicat a                                 | instància de | Detalls | coordenades                                                       | Protecció | Commons (més fotos) | Dades a WD                    |
| ------ | --------------- | ---------------------------------------- | ------------ | ------- | ----------------------------------------------------------------- | --------- | ------------------- | ----------------------------- |
|        | La Vila d'Amunt | Banyuls de la Marenda                    | vilatge      |         | 42° 28′ 03″ N, 3° 05′ 37″ E / 42.467583°N,3.093722°E              |           |                     | Modifica les dades a Wikidata |
|        | Les Abelles     | Pirineus Orientals Banyuls de la Marenda | vilatge      |         | 42° 27′ 49″ N, 3° 04′ 19″ E / 42.4637°N,3.07198°E 157.4 msnm      |           |                     | Modifica les dades a Wikidata |
|        | Mas Reig        | Banyuls de la Marenda                    | vilatge      |         | 42° 28′ 28″ N, 3° 07′ 09″ E / 42.474444444444°N,3.1191666666667°E |           |                     | Modifica les dades a Wikidata |

## Misc
| imatge | Nom                                                        | Ubicat a                                                                   | instància de                                         | Detalls                                               | coordenades | Protecció                                                                                         | Commons (més fotos)                            | Dades a WD                    |
| ------ | ---------------------------------------------------------- | -------------------------------------------------------------------------- | ---------------------------------------------------- | ----------------------------------------------------- | --- | ------------------------------------------------------------------------------------------------- | ---------------------------------------------- | ----------------------------- |
|        | Ansa de Perafita                                           | Cervera de la Marenda Banyuls de la Marenda                                | cala                                                 | Llarg: 200m Ample: 50m                                | 42° 27′ 37″ N, 3° 09′ 25″ E / 42.460289°N,3.156989°E Perafita                                                       |                                                                                                   |                                                | Modifica les dades a Wikidata |
|        | Bosc comunal de Banyuls                                    | Banyuls de la Marenda                                                      | bosc comunal                                         | Superfície: 1.29km²                                   | 42° 26′ 11″ N, 3° 05′ 11″ E / 42.436258°N,3.086518°E                                                                |                                                                                                   |                                                | Modifica les dades a Wikidata |
|        | Castell de Querroig                                        | Portbou Cervera de la Marenda Banyuls de la Marenda                        | castell torre ruïnes de castell transborder building | Estil: arquitectura popular Estat: ruïnós             | 42° 26′ 17″ N, 3° 07′ 15″ E / 42.438055555556°N,3.1208333333333°E 670 msnm                                          | monument històric inventariat bé cultural d'interès nacional                                      | Castell de Querroig                            | Modifica les dades a Wikidata |
|        | Costa Vermella                                             | Argelers Banyuls de la Marenda Cotlliure Portvendres Cervera de la Marenda | zona litoral                                         | Anomenat per: vermeil                                 | 42° 30′ 00″ N, 3° 08′ 00″ E / 42.5°N,3.13333333°E                                                                   |                                                                                                   | Côte Vermeille                                 | Modifica les dades a Wikidata |
|        | Estació de Banyuls                                         | Banyuls de la Marenda                                                      | estació de ferrocarril                               | 1878                                                  | 42° 28′ 59″ N, 3° 07′ 41″ E / 42.483055555556°N,3.1280555555556°E 17 msnm                                           |                                                                                                   | Gare de Banyuls-sur-Mer                        | Modifica les dades a Wikidata |
|        | Jardí mediterrani del Mas de la Serra                      | Banyuls de la Marenda                                                      | jardí                                                | Superfície: 3ha                                       | 42° 28′ 28″ N, 3° 07′ 02″ E / 42.4744°N,3.1172°E                                                                    |                                                                                                   |                                                | Modifica les dades a Wikidata |
|        | Monument als morts de les guerres de Banyuls de la Marenda | Banyuls de la Marenda                                                      | memorial de guerra obra escultòrica                  | Creador: Aristides Maillol Ample: 560cm Alt: 190cm    | 42° 28′ 51″ N, 3° 07′ 45″ E / 42.4809°N,3.1293°E fr:place Dina-Vierny                                               | monument històric inventariat Objecte inclòs en l'Inventari general del patrimoni cultural (IGPC) | Banyuls-sur-Mer War Memorial                   | Modifica les dades a Wikidata |
|        | Museu Maillol de Banyuls de la Marenda                     | Banyuls de la Marenda                                                      | museu d'art casa                                     | 1994                                                  | 42° 27′ 42″ N, 3° 06′ 22″ E / 42.4618°N,3.1061°E fr:Vallée de la Roume, 66650 Banyuls-sur-Mer                       | maisons des illustres                                                                             | Musée Maillol Banyuls-sur-Mer                  | Modifica les dades a Wikidata |
|        | Observatori Oceanològic de Banyuls de la Marenda           | Banyuls de la Marenda                                                      | centre for marine biology                            | 1882                                                  | 42° 28′ 50″ N, 3° 08′ 12″ E / 42.4806°N,3.1368°E fr:Avenue Pierre Fabre                                             |                                                                                                   | Observatoire Océanologique (Laboratoire Arago) | Modifica les dades a Wikidata |
|        | Puig dels Gascons                                          | Banyuls de la Marenda Portvendres                                          | puig                                                 |                                                       | 42° 28′ 52″ N, 3° 05′ 25″ E / 42.481172°N,3.090189°E 356.9 msnm                                                     |                                                                                                   |                                                | Modifica les dades a Wikidata |
|        | Reserva Natural Marina de Cervera - Banyuls                | Banyuls de la Marenda Cervera de la Marenda                                | reserva natural nacional àrea protegida              | 1974-02-26 1974 Superfície: 650ha                     | 42° 28′ 18″ N, 3° 09′ 53″ E / 42.471666666667°N,3.1647222222222°E                                                   |                                                                                                   | Réserve naturelle nationale de Cerbère-Banyuls | Modifica les dades a Wikidata |
|        | Ribera de Vallàuria                                        | Banyuls de la Marenda                                                      | riu riu aurífer                                      | Desemboca: mar Mediterrània Llarg: 8.5km Conca: 72km² | 42° 28′ 39″ N, 3° 04′ 24″ E / 42.477472°N,3.073306°E 42° 28′ 53″ N, 3° 07′ 53″ E / 42.481336°N,3.131366°E           |                                                                                                   | Baillaury                                      | Modifica les dades a Wikidata |
|        | casa Douzans                                               | Banyuls de la Marenda                                                      | casa                                                 |                                                       | 42° 28′ 58″ N, 3° 07′ 43″ E / 42.482701°N,3.128593°E fr:1, rue Thomas-Pascal                                        | monument històric inventariat                                                                     |                                                | Modifica les dades a Wikidata |
|        | casa de la vila de Banyuls de la Marenda                   | Banyuls de la Marenda                                                      | instal·lació Ús: seu del govern local                |                                                       | 42° 28′ 52″ N, 3° 07′ 46″ E / 42.4811514260276°N,3.12943900571111°E fr:6 AV DE LA REPUBLIQUE, 66650 BANYULS-SUR-MER |                                                                                                   | Town hall of Banyuls-sur-Mer                   | Modifica les dades a Wikidata |
|        | cementiri de Banyuls de la Marenda                         | Banyuls de la Marenda                                                      | cementiri                                            |                                                       | 42° 28′ 40″ N, 3° 07′ 28″ E / 42.4777°N,3.1245°E                                                                    |                                                                                                   |                                                | Modifica les dades a Wikidata |
|        | tomba d'Aristides Maillol                                  | Banyuls de la Marenda                                                      | sepultura estàtua                                    | Creador: Aristides Maillol Susse Frères 1905          | |                                                                                                   | Grave of Aristide Maillol                      | Modifica les dades a Wikidata |